# Federico Campana
Federico Campana (Osimo, 1582 – 1645) è stato un nobile e militare italiano.

## Biografia
Discendente di una delle più illustri famiglie di Osimo, nacque da Scipione. Ricoprì diversi incarichi militari di rilievo, partecipando a numerose spedizioni: fu capitano delle corazze in Germania a servizio della Spagna, consigliere di guerra in Fiandra, commissario della Cavalleria pontificia generale per le Legazioni di Romagna, e infine, nel 1644, venne designato vice castellano della fortezza di Ancona.
Alla sua morte, lasciò due nipoti, figli del fratello Stefano, morto prima di lui, Muzio e Scipione (omonimo del nonno). Nel testamento, del 20 luglio 1643, aveva stabilito che, se il nipote Scipione, primogenito della famiglia Campana, fosse morto senza discendenti, il patrimonio della famiglia sarebbe stato destinato alla Confraternita della Morte per fondare un monastero di Cappuccine.
Quando, nel 1698, Scipione morì senza discendenti, a causa di una contesa la Confraternita della Morte non poté prendere immediatamente possesso dell’eredità: ciò avvenne solo nel 1710. Essendo già stata creata ad Osimo una casa religiosa di cappuccine, si decise di impiegare i beni ereditari per l’erezione di un collegio per l’educazione dei giovani rampolli osimani. Il 20 settembre 1715 venne firmato il rescritto che stabiliva la fondazione del Collegio Campana, e contestualmente l’unione dello stesso con il Seminario osimano.

## Omaggi

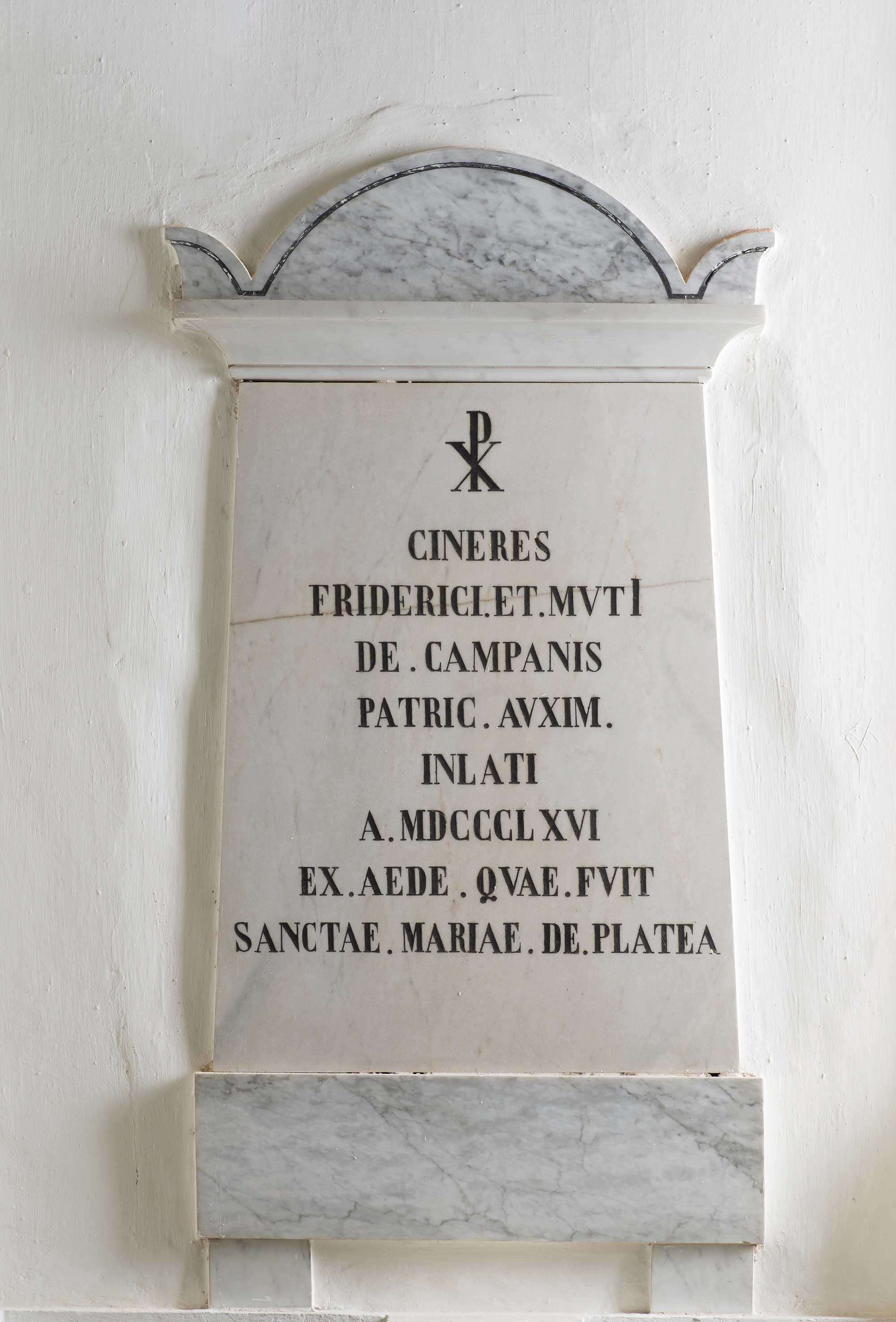
Epigrafe in memoria di Federico e Muzio Campana presso il vestibolo della Cappella di Palazzo Campana

- A Federico e Muzio Campana è intitolato il liceo classico e scientifico della città di Osimo, che trae le sue origini dal Collegio fondato nel 1715, e che nel 2000 è stato unito all’Istituto tecnico Filippo Corridoni, per formare l’Istituto di Istruzione superiore Corridoni-Campana.
- Presso l’Istituto Campana per l’Istruzione Permanente è conservato un ritratto pittorico a olio di Federico Campana in abbigliamento militare, realizzato nel 1905 dallo scultore Giovanni Battista Gallo. Il dipinto costituisce un rifacimento completo di un altro, posto nella Sala grande di Palazzo Campana sin dall’inaugurazione del Collegio, che però si trovava in un pessimo stato di conservazione all’inizio del XX secolo; fu infatti l’autore stesso a proporne un rifacimento.
- Sempre presso Palazzo Campana, due lapidi ricordano Federico Campana: una risalente al 1645 e oggi posizionata dietro la porta d’ingresso nell’androne dello scalone, celebra il valore militare e la devozione di Federico; probabilmente, essa costituiva originariamente una lapide sepolcrale, posta nella cappella di famiglia, che oggi non esiste più. L'altra, collocata nel vestibolo della Cappella al piano nobile, commemora la traslazione delle ceneri di Federico e Muzio dalla chiesa di Santa Maria della Piazza, per via dell'abbattimento della chiesa stessa.
- Un busto in gesso del marchese Campana, datato alla fine del XIX secolo, è oggi conservato nel corridoio del piano nobile di Palazzo Campana. Venne realizzato sulla base del ritratto seicentesco, ad oggi perduto.